# Jens Smollich
Jens Smollich (ur. 24 stycznia 1961 w Jenie) – niemiecki kierowca wyścigowy.

## Życiorys
Ukończył szkołę w Lipsku. W 1977 roku rozpoczął pracę dla Wolfganga Petri, zaś w roku 1983 – dla Heinza Siegerta. W 1986 roku zadebiutował we Wschodnioniemieckiej Formule Easter w klasie II (LK II). Rok później wygrał wyścigi w Schleizu oraz Moście. Za osiągnięcia w 1988 roku awansował do LK I, zajmując trzynaste miejsce na koniec sezonu. W tym okresie był współodpowiedzialny za projekt Melkusa ML89. Rok później wspólnie z Henrikiem Opitzem zajął siódme miejsce w klasyfikacji. W tym samym roku zadebiutował w Pucharze Pokoju i Przyjaźni, zajmując wówczas trzynaste miejsce na koniec sezonu. W 1990 roku wygrał wyścigi na Nürburgringu i Hockenheimringu. Po zjednoczeniu Niemiec w latach 1991–1992 rywalizował w Formule Opel Lotus, a jego konkurentami byli m.in. Pedro Lamy, Jos Verstappen czy Michael Krumm. W 1993 roku uczestniczył w Pucharze Forda Fiesty, zaś w sezonie 1994 zadebiutował BMW M3 w serii DTT. W latach 1997–1998 ścigał się w Pucharze Forda Escorta, a od 1999 roku był kierowcą Divinol Cup. W 2013 roku rozpoczął starty w Deutscher Tourenwagen Cup.

## Wyniki
| Legenda oznaczeń w tabelach wyników Wyświetl szablon na nowej stronie | Legenda oznaczeń w tabelach wyników Wyświetl szablon na nowej stronie                                                                     |
| Oznaczenie                                                            | Wyjaśnienie |
| --------------------------------------------------------------------- | --- |
| Złoty                                                                 | Zwycięzca lub mistrzostwo |
| Srebrny                                                               | 2. miejsce lub wicemistrzostwo |
| Brązowy                                                               | 3. miejsce lub II wicemistrzostwo |
| Zielony                                                               | Ukończył, punktował (w klasyfikacji generalnej, gdy zdobył co najmniej jeden punkt na przestrzeni sezonu, poza trzema powyższymi opcjami) |
| Niebieski                                                             | Ukończył, nie punktował (w klasyfikacji generalnej, gdy nie zdobył co najmniej jednego punktu na przestrzeni sezonu)                      |
| Czerwony                                                              | Nie zakwalifikował się (NZ) |
| Czerwony                                                              | Nie prekwalifikował się (NPK) |
| Różowy                                                                | Nie ukończył (NU) |
| Różowy                                                                | Niesklasyfikowany (NS) (w klasyfikacji generalnej, gdy nie został sklasyfikowany w żadnym wyścigu sezonu)                                 |
| Czarny                                                                | Zdyskwalifikowany (DK) |
| Czarny                                                                | Wykluczony (WYK/EX) |
| Biały                                                                 | Nie wystartował (NW) |
| Biały                                                                 | Kontuzjowany (K/INJ) |
| Biały                                                                 | Wyścig odwołany (OD/C) |
| Bez koloru                                                            | Został wycofany (WYC/WD) |
| Bez koloru                                                            | Nie przybył (NP/DNA) |
| Bez koloru                                                            | Nie brał udziału w treningach (NT/DNP) |
| Bez koloru                                                            | Nie został zgłoszony (–) |
| Pogrubienie                                                           | Start z pole position |
| Kursywa                                                               | Najszybsze okrążenie wyścigu |
| †                                                                     | Nie ukończył, ale jego rezultat został zaliczony ze względu na przejechanie więcej niż 90% dystansu wyścigu.                              |
| *                                                                     | Sezon w trakcie |
| 1/2/3                                                                 | Punktowana pozycja w sprincie kwalifikacyjnym                                                                                             |
| Lista systemów punktacji Formuły 1                                    | |

### Puchar Pokoju i Przyjaźni
| Rok  | Samochód | Silnik | Wyniki w poszczególnych eliminacjach | Wyniki w poszczególnych eliminacjach | Wyniki w poszczególnych eliminacjach | Wyniki w poszczególnych eliminacjach | Pkt. | Msc. |
| ---- | -------- | ------ | ------------------------------------ | ------------------------------------ | ------------------------------------ | ------------------------------------ | ---- | ---- |
| 1989 |          |        | Polska                               |                                      |                                      |                                      | 69   | 13   |
| 1989 | MT 77    | Łada   | 10                                   | -                                    | 11                                   | -                                    | 69   | 13   |
| 1990 |          |        | Polska                               | Czechosłowacja                       |                                      |                                      | 0    | NS   |
| 1990 | MT 77    | Łada   | -                                    | -                                    | -                                    | 11                                   | 0    | NS   |

### Polska Formuła Mondial
| Rok  | Zespół     | Samochód | Silnik | Wyniki w poszczególnych eliminacjach | Wyniki w poszczególnych eliminacjach | Wyniki w poszczególnych eliminacjach | Wyniki w poszczególnych eliminacjach | Wyniki w poszczególnych eliminacjach | Pkt. | Msc. |
| ---- | ---------- | -------- | ------ | ------------------------------------ | ------------------------------------ | ------------------------------------ | ------------------------------------ | ------------------------------------ | ---- | ---- |
| 1989 |            |          |        | Polska                               | Polska                               | Polska                               | Polska                               | Polska                               | 0    | NS   |
| 1989 | MC Dresden | MT 77    | Łada   | -                                    | NU                                   | -                                    | -                                    | -                                    | 0    | NS   |